# Černá dáma
Černá dáma je nejmohutnější borovice černá v České republice, roste ve Valči v Doupovských horách. I přes její vzrůst a věk nebyla nad tímto památným stromem vyhlášena zákonná ochrana.

## Základní údaje
- název: Černá dáma[1]
- výška: 30 m (2011)[1]
- obvod: 416 cm (2011)[1]
- věk: 250 let (2011)[1]
- sanace: ano

## Stav stromu a údržba
Borovice je vzhledem ke svému věku ve velmi dobrém zdravotním stavu. Strom se dělí a vytváří trojkmennou korunu, která je zabezpečena sepnutím.

## Historie a pověsti
Barokní zámecký park vznikal v letech 1695 až 1712 podnětem Jana Kryštofa Kegera ze Štampachu. Dále byl rozšiřován hrabětem Globenem v letech 1730 až 1732. Srovnávací metodou s ostatními dřevinami bylo zjištěno, že borovice pochází zhruba z poloviny 18. století.
K borovici se vztahuje pověst. Mladou komtesu ze zámku se její matka snažila přinutit ke sňatku s přestárlým šlechticem. Komtesa samozřejmě nechtěla, a tak navrhla, že si o svůj osud zahraje partii šachu se svým otcem, vyhlášeným hráčem. V parku pod mladou borovicí postavili stolek a za účasti celého příbuzenstva hráli. Komtese se podařilo dát otci mat černou dámou a až do smrti ho s vděkem podezírala, že jí tu příležitost dal schválně slabým tahem uprostřed hry.

## Další zajímavosti
21. března 2011 došlo na slavnostní akci pasování stromu, které byl přítomen Ing. Pavel Kyzlík z ČLS Dendrologické Dobřichovice, kvintet trubačů Slivoni z Vojenských lesů Doupov, kastelán valečského zámku Petr Tomáš v dobovém kostýmu a zhruba 200 diváků. K akci byl vydán pamětní list, který dostala většina zúčastněných. Diváci si rovněž mohli odnést tištěný záznam šachové partie uvedené v pověsti.
V roce 2020 borovice postoupila mezi 12 finalistů ankety Strom roku, a to z 54 nominovaných. Nominaci podalo Tranquillite, z. s., partnerem byl státní zámek Valeč ve správě Národního památkového ústavu a borovici v anketě podpořila i Obec Valeč. Černá dáma se nakonec umístila na 7. místě.

## Památné a významné stromy v okolí
- Hraniční duby